# R-C Pictures Corp
R-C Pictures Corp est une société fondée le 7 juin 1921 par Joseph Kennedy.
Elle était la maison mère du studio de production Film Booking Offices of America et détenait certains droits de copyright.
En octobre 1928, RCA qui avait acheté FBO à Kennedy annonce la fusion de FBO et Keith-Albee-Orpheum (KAO) ce qui marque la naissance de RKO Pictures.
Les droits de copyrights, aussi appelé le catalogue RKO, sont eux restés dans le giron de la société de Kennedy, mais a été acheté en 1953 par la General Tire and Rubber Company et a pris le nom de RKO General puis GenCorp en 1970.